# Tymur Korablin
Tymur Mychajlovyč Korablin (in ucraino Тимур Михайлович Кораблін?; Zaporižžja, 2 gennaio 2002) è un calciatore ucraino, centrocampista dello Zorja.

## Carriera
Dopo aver esordito tra i professionisti con la maglia del Kryvbas Kryvyj Rih, si trasferisce successivamente al Mynaj.